# BGE Pénzügyi és Számviteli Kar
Koordináták: é. sz. 47° 30′ 29″, k. h. 19° 07′ 30″47.508056°N 19.125000°E

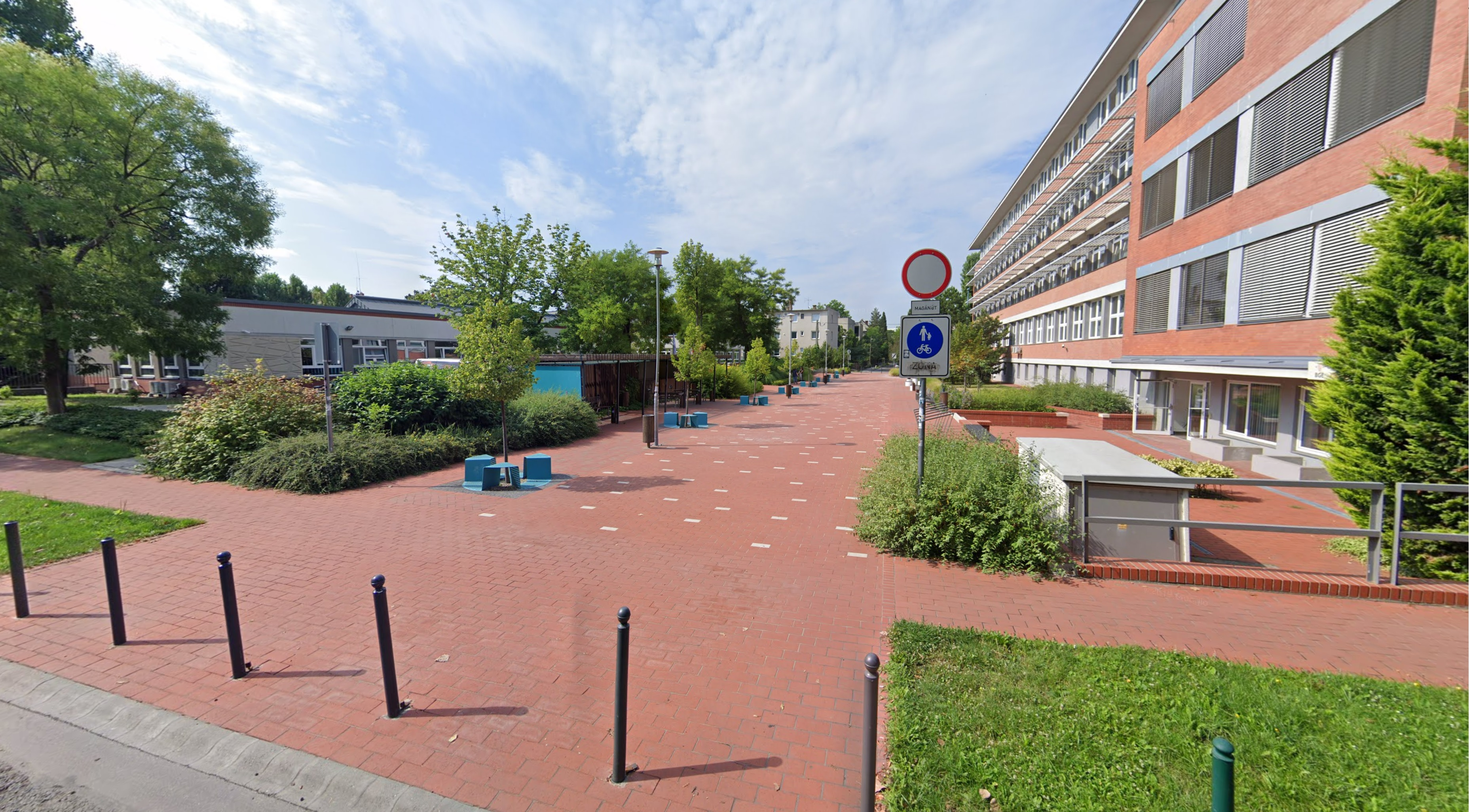
A PSZK Buzogány utcai kampusza, ahol 1970 óta folyik az oktatás és amely a legnagyobb hazai egyetemi kar hétezer hallgatóval

A BGE Pénzügyi és Számviteli Kar (PSZK, hagyományosan: PSZF) a Budapesti Gazdaságtudományi Egyetem három nagy hagyományú karának egyike. Budapesten a XIV. kerületi Buzogány utca 10–12. alatt működik a kar kampusza. A kar korábbi neve és rövidítése a PSZF (Pénzügyi és Számviteli Főiskola) az a rövidítés, mely a múltban leggyakrabban használt, és a leginkább közismertté vált megnevezése az intézménynek és a mai napig piaci értékkel bír a hazai üzleti életben. A PSZK karán 4 alapképzés, 4 mesterképzés, doktori képzés, 5 felsőfokú szakképzés, számos posztgraduális és felnőttképzés folyik, nappali és levelező tagozaton, magyar és angol nyelven. A Buzogány utcai kampuszon a hallgatókat 24 szemináriumi terem, 12 számítógépes szemináriumi terem, 3 nyelvi tanterem, 2 közepes- és 3 nagy, korszerű felszereltségű előadó, tornaterem, valamint a kari és központi könyvtár szolgálja ki. A kar Bagolyvár Kollégiuma szintén a kampuszon, a Bagolyvár utca közepén található. Az intézmény 374 hallgató számára nyújt kellemes környezetet a nyugodt pihenéshez, az eredményes tanuláshoz és a szabadidő kulturált eltöltéséhez.
A kar oktatói és kutatói számos nemzetközi és magyar nyelvű publikációt jegyeznek, illetve éves szinten több száz tudományos és szakmai konferencia előadást tartanak meg. A kutatási eredmények az oktatásban is hasznosulnak: egyaránt megjelennek az alap-, mester- és posztgraduális szintű képzésekben. Ennek köszönhetően folyamatosan új képzési programok és ehhez kapcsolódó szakanyagok, valamint új tankönyvek, jegyzetek jönnek létre. Az elmúlt évek során számos olyan szakkönyv, tankönyv, jegyzet született a PSZK-n, amelyet az ország több egyetemén is használnak. Számos oktató tagja az MTA különböző szaktudományi bizottságainak, a Magyar Rektori Konferencia egyes bizottságainak, vezető és véleményformáló képviselők nemzetközi és hazai szakmai szervezetekben. A minősített oktatók aránya 2020-ban meghaladta az 50%-ot. A Karon a tudományos tevékenység fontos részét jelentik a nemzetközi kooperációban megvalósuló kutatási projektek, amelyek főleg a vállalkozásfejlesztés, családi vállalkozások utódlása, felelős vállalkozás, pénzügyek, makropénzügyek területén meghatározók. Az utóbbi években a kar az alábbi megvalósult EU-s, illetve Erasmus stratégiai partnerségi pályázatokban vállalt aktív kutatási szerepet: Trust Me, INSIST, ISSUE, FAME, MentorCert, INTEREST, EFFORT.

## Története
A Pénzügyi és Számviteli Kar eredete a Pesti Kereskedelmi Akadémia 1857-es megalakításáig vezethető vissza, s így története egybefonódott 1945-ig a Kereskedelmi, Vendéglátóipari és Idegenforgalmi Karral, abban az intézményben (Felsőfokú Kereskedelmi Szakiskola) képezték ugyanis a két világháború között a kereskedelem és a bankvilág szakembereit. Szorosabban véve azonban a Számviteli Főiskola 1953. évi megalakulását tekinthetjük a kar jogelődje alapítási dátumának. A képzés ekkor a Mester utcában, a jelenlegi Szent István Szakközépiskola épületében folyt. Az intézményen belüli oktatás 1959 és 1962 között – költségvetési megszorítások miatt – szünetelt, majd 1962-ben, immáron Felsőfokú Pénzügyi és Számviteli Szakiskola név alatt indult újra. A kar jogelődje az 1970/71-es tanévtől a Pénzügyi és Számviteli Főiskola (PSZF) nevet viselte. Székhelye ekkor került át jelenlegi helyére, a XIV. kerületi (zuglói) Buzogány utcába. A főiskolának az 1971/72-es tanévben Zalaegerszegen, a következő tanévben pedig Salgótarjánban létesült intézete. Ezzel a hazai pénzügyi és számviteli felsőfokú szakemberképzés zászlóshajójává vált. A főiskola történetében ezt követően 2000-ben történt változás, amikor a Külkereskedelmi Főiskolával, valamint a Kereskedelmi, Vendéglátóipari és Idegenforgalmi Főiskolával egyesülve megalakult a Budapesti Gazdasági Főiskola. A BGF-be az intézmény önálló karként integrálódott, és azóta is így működik – a főiskola 2016-os egyetemmé válása óta már egyetemi karként.
A 2017 szeptemberében átadott Berzsenyi Dániel utcai Smart Campus a Vállalkozásfejlesztés mesterképzés, a Team Academy program és a Budapest Lab Vállalkozásfejlesztési Központ telephelye, ezen felül A kar a kollégium épületében új központi könyvtárral, kulturális- és sport célú terekkel, multifunkciós hallgatói centrummal bővül. A multifunkcionális központban a könyvtár mellett fontos szerepet kapnak majd a rugalmasan és könnyen alakítható közösségi terek, valamint a kulturális- és sportfunkciók, a tetőkertek és teraszok pedig kiváló lehetőséget kínálnak a kikapcsolódásra.

## Hallgatói kiválóság
Számos lehetőség adott a Karon, hogy az egyetemi évek alatt a mintatantervben előírtakon túlmenően további területeken fejlessze magát a hallgató. Erre nyújt lehetőséget a szakkollégium, a Tudományos Diákköri Konferencia, a Budapest Business Club, az MKT és az AIESEC is.
A Lámfalussy Sándor Szakkollégium 2010-ben alakult mint a BGE Szakkollégiumának a Pénzügyi és Számviteli Karon működő szervezete. A szakkollégium feladata olyan magas színvonalú szakmai képzést folytató, közösségformáló hallgatói szervezet működtetése, melyeknek célja közgazdasági, üzleti, és társadalmi problémákra érzékeny, szakmailag igényes és felelős értelmiség kinevelése és a tehetséges hallgatók támogatása. A Szakkollégium megalapításának célja, hogy a hallgatóknak lehetőségük legyen mélyebb ismereteket szerezni a választott szakma tudományos és gyakorlati területein. Fontos cél, hogy a tagok azokat a kompetenciákat is fejleszteni tudják, amelyek az üzleti életben nélkülözhetetlenek, és a munkaadók elvárásai között szerepelnek. A Szakkollégium tagjai minden szemeszterben kurzusokat szerveznek, amelyek egy része a Szakkollégium tagjai, egy másik része a kar többi diákja számára is elérhető. A kurzusokon kívül a tagok különböző tréningeket, nyilvános szakmai előadásokat, esettanulmányi versenyeket (Országos Controlling Esettanulmányi Verseny, Lámfalussy Sándor Esettanulmányi Verseny), szakmai tanulmányutakat szerveznek.
A Magyar Közgazdasági Társaság–PSZK tevékenységével segít áthidalni a hallgatói lét és a szakemberré válás közötti megpróbáltatásokat. Az MKT-ban lehetőség van többek között a projektmenedzsment, rendezvényszervezés, szervezeti kommunikáció, marketingstratégia, humánerőforrás-menedzsment, CSR valamint a PR részleteibe is betekintést nyerni olyan vállalatokkal, mint például a Coca-Cola, a Fornetti, a KPMG, a Red-Bull, a Prezi.com, a Sziget Kft., és még sokan mások.
A jövőben különösen szükség lesz olyan szakemberekre, akik összetett társadalmi, gazdasági és szervezeti problémákra képesek tudományosan is megalapozott megoldásokat kínálni, ennek elsődleges terepe a Tudományos Diákköri tevékenység. Emiatt – a kifejezetten szakmaspecifikus képzésen túl – a kar számára kiemelt fontossággal bír a hallgatók tudományos gondolkodásának és kutatói kompetenciáinak fejlesztése. A hallgatók saját kutatási projekteken dolgoznak, konzulenseik iránymutatása mellett. A kutatási projektek eredményeit egy tudományos írásműben foglalják össze, valamint az intézményi TDK konferencián adják elő. A legjobb dolgozatok díjazásban részesülnek és bejuthatnak az Országos TDK Konferenciára.
A Budapest Business Club egy üzleti tevékenységekkel foglalkozó, fiatal és dinamikusan növekvő diákszervezet a Karon. Cél, hogy a hallgatók az egyetemi tanulmányaik mellé olyan szakmai tapasztalatot szerezhessenek, amellyel később a versenyszférában előnyre tehetnek szert. A 4 féléves karrier program lehetőséget ad arra, hogy betekintést nyerjenek partnervállalatok működésébe és különböző projektek keretein belül megtanulhassák, hogyan zajlik a munka egy magas létszámú szervezetben, de a tehetséggondozás mellett szintén nagy figyelmet fordít a közösségépítésre is.
A Zuggazdász a Pénzügyi és Számviteli Kar hallgatóinak kari újságja, amely 2001 óta működik. Cél a leendő- és elsőéves hallgatók tájékoztatása, illetve az egyetemi élet megismertetése velük, illetve a kari eseményekről való beszámolás a hallgatóknak. Friss projekt során a jövőben rendszeresen érkeznek cikkek majd a pszfonline.hu kari HÖK által üzemeltetett oldalra ösztöndíjakkal kapcsolatos információkról, számonkérési időszakokról, illetve azok menetéről, kari eseményekről és még sok más hallgatókat érintő témáról.

## Nemzetközi kapcsolatok
Jelenleg több mint 35 európai intézménnyel áll a kar kapcsolatban és további 3 tengerentúli felsőoktatási intézménnyel van kétoldalú együttműködési szerződése. A bilaterális együttműködések az oktatóknak is lehetővé teszik külföldi oktatási tapasztalatok szerzését, továbbá a Karon nemzetközi vendégoktatók fogadását. A nemzetközi oktatási tapasztalatok és a vendégoktatók fogadása kiváló alapot biztosít arra, hogy innovatív képzési formák kialakításával az együttműködést még szorosabbá váljon, ezt a célt szolgálja a kari Nemzetközi Oktatási Hét. A kar részt vesz a Stipendium Hungaricum programban, ami által tanévről-tanévre egyre több külföldi hallgató kezdi meg tanulmányait a PSZK angol nyelvű képzésein. A kar nagy hangsúlyt fektet a széleskörű külföldi kooperációk kiépítésére, oktatói és hallgatói mobilitás elősegítésére. Cél az Erasmus+, Campus Mundi programok és Keleti Üzleti Akadémiai Központ ösztöndíjainak koordinálása, népszerűsítése és a nemzetközi kapcsolatok fejlesztése, valamint az oktatók nemzetközi tapasztalatszerzésének támogatása.

## Képzési portfólió

### Alapképzés
- Emberi erőforrások BSc.
- Gazdálkodási és menedzsment BSc. (magyar és angol nyelven)
  - Digitális vállalkozások specializáció
  - Szolgáltatásmenedzsment specializáció
  - Team Academy specializáció
  - Vállalkozásmenedzsment specializáció
- Gazdaságinformatikus BSc.
  - Logisztikai informatikus specializáció
  - Pénzintézeti informatikus
  - Üzleti adatelemző
- Pénzügy és számvitel BSc. (magyar és angol nyelven)
  - Adózás specializáció
  - Államháztartási, közpénzügy specializáció
  - Controlling specializáció
  - Pénzügyi szolgáltatások
  - Számvitel specializáció
  - Üzleti információelemző
  - Vállalkozások pénzügyei[1]

### Mesterképzés
- Pénzügy MSc.
  - Vállalati pénzügy specializáció
  - Monetáris és közpénzügy specializáció
- Számvitel MSc.
  - Vezetői számvitel specializáció
  - Ellenőrzés és könyvvizsgálat specializáció
- Vállalkozásfejlesztés MSc.
- Vezetés és szervezés MSc.
  - Kontrolling és vezetői döntéstámogatás specializáció
  - Emberi erőforrás fejlesztés specializáció
  - Leadership specializáció[1]

### Doktori képzés
- Vállalkozás- és Gazdálkodástudományi Doktori Iskola (PhD.)[7]

### Szakközgazdász-képzések
- Business Coach
- Controlling szakközgazdász
- Közgazdálkodás, közpénz menedzsment
- Mérnök-közgazdász
- Pénzintézeti informatika szakközgazdász
- Pénzintézeti kockázatelemző szakközgazdász
- Pénzügy adó, illeték, vám
- Pénzügyi controller és tanácsadó szakközgazdász
- Üzleti és hr menedzsment